# 田辺晋太郎
田辺 晋太郎（たなべ しんたろう、1978年11月5日 - ）は、東京都出身、日本の音楽プロデューサー・作曲家・音楽家。旧表記は田邊晋太郎。
音楽及び焼肉を中心とした食関連（店舗・商品開発・イベント）プロデュース専門家だが、司会者・MC、及び 肉マイスター®としても活動。食のコンシェルジュ協会 初代代表理事。サンミュージック出版所属。

## 人物
- 両親が歌手[4]の音楽家一家に生まれる。
- 「食」に対しては20代では収入の8割を「肉」につぎ込む。
- 飲食店や食関連イベントのプロデュースも行い、2021年からはオーナーとして、「ホルモン人生タロちゃん」中野本店を開店。翌年には2号店、フランチャイズ店も開店。
- 司会業では、テレビ番組のメイン司会や、ラジオ帯の冠番組を担当した経験もある。
- 特技はアイスホッケー。血液型はA型[5]。
- 最初に買った漫画が『美味しんぼ』[6]。

## 経歴・履歴

### 芸能デビュー
成城学園高等学校在学中の16歳から音楽制作をはじめる。17歳ではじめて「一人焼肉」を経験し、肉に開眼しハマる。成城大学文芸学部文化史学科に入学後、女性タレントのマネジメントをメインにしていた芸能事務所イエローキャブに初の男性タレントとしてカメラマン山岸伸の推薦により所属。1998年4月「サイバー美少女テロメア」で俳優デビュー。

### 音楽活動
2000年7月に3人組ユニット『Changin' My Life』をmyco（vo）、辺見鑑孝（key・リーダー）と結成。作詞・作曲、（エア）ギター&キーボード、コーラスアレンジ及びコーラスを担当し、2001年5月に東芝EMIよりメジャー・デビュー。音楽家としての人生をスタートさせる。3rdシングル『Myself』（テレビ東京系アニメ『満月をさがして』EDテーマ曲）が、5万枚を売るヒット曲に。
2003年、辺見に続き『Changin' My Life』を脱退しフリーランスの音楽プロデューサーとして活動開始。2005年、渋谷ルイードK2でソロライヴを開催。音楽作家・プロデューサーとして、城田優、瀬戸康史、神谷浩史、小野大輔、杉田智和、パク・ヨンハ、飛輪海、ヴァネス・ウーなどに楽曲を提供。
2012年、渡辺麻友に楽曲提供した3rdソロシングル「ヒカルものたち」がオリコン週間チャートで1位を獲得し23万枚となり、ヒット作曲家の仲間入りを果たした。
テレ玉『ひるたま』『ごごたま』のオープニング&エンディングテーマ曲はリニューアルの度に制作・プロデュース。2011年には作詞作曲を自分で担当した「Starting Over」（レーベル：GAZREC／株式会社ヴェントゥーノ シャンプー「エフキュア」TVCM曲） でソロ歌手デビューしている。2018年にはでプロデュース曲でライヴ出演（＠目黒Blues Alley）した。

### 肉マイスター

#### 幼少期
日本全国で開催される両親のコンサートやディナーショーに幼少期からよく同行していたため、地方でルームサービスを頼む機会も多く、地方の一流ホテルの味を小学生の時に知り覚え、「食」に対して強い興味を持って育つ。様々な美味しい食べ物を食べ尽くした結果「絶対味覚」を体得。体型もずっとぽっちゃり型だった。両親が肉好きということもあり、小学生の頃から月3回ペースで焼肉店「京城苑」に行く。家族の誕生日には母が16歳の頃から付き合いがあるステーキハウスハマなど必ず「肉」の名店を訪れ、美味しいものを幼少期から食べ歩く環境で育つ。17歳ではじめて「一人焼肉」を経験。東京・三軒茶屋の「焼肉市場七輪」（後の牛角）、「安安」「牛鉄」などの焼肉チェーン店通いをするようになる。飲食店のスタッフとしてファーストフード店やコンビニエンスストアでのアルバイトを経験した。

#### 肉マイスター
「肉取材」「肉研究」をまとめ、調理法や様々なお肉の生産背景なども含め、100種類以上の肉の部位を解説し、独自の「肉学」を整理し体系化した『焼肉の教科書』を2013年に出版。基礎知識から、牛肉・豚肉・鶏肉の部位のみならずジビエの美味しい焼き方まで記述された書籍は、amazonのベストセラーランキング、グルメ一般本部門1位となり、シリーズ販売累計数35万部を超えベストセラーに。吉高由里子が愛読書にあげるなどファンも多く、テッチャンやギアラといった焼肉用語が広く一般に浸透するきっかけとなった。
2014年10月、一般社団法人「食のコンシェルジュ協会」を設立し初代代表理事に就任し「肉マイスター講座」を実施している。
著書出版後はイベントや講演会などでも、肉の調理法やベストな食べ方から肉の生産背景までを語る機会が増え、ホスピタリティあふれ、肉のことを愛おしく流暢に話す語り口で、周りから「肉マイスター」と呼ばれるようになった。自身では「肉マイスター」を「肉」に詳しい人と現在は定義づけしている。
高価なものも・安価な肉も含め、牛・豚・鶏・馬等のテーブルミートや、羊・馬猪・鹿・熊などジビエに至るまで様々な種類で、焼肉のルーツとなる歴史背景から、実際に食する調理法や扱い方など「肉」に関するすべてを把握するからこそ、焼肉が食文化として更に人々を笑顔にできると考え活動する。

##### 肉と向き合う礼儀（5つの考え方）
- どんな肉でも命の欠片であることを肝に銘じる
- 網には自身の技術で管理できるだけの量を乗せる
- 大切な人を守るように、肉から目を離さない
- 肉の特性を活かす焼き方と食べ方をする
- 基礎を身につけたら、好みを重視して楽しむ

### 「音楽」と「焼肉」の共通点
「音楽」と「焼肉」は共に良質な素材の目利きがまず大切で、その良い素材をどう活かすかという視点も重要という、共通点が多いことに気づく。良質な素材（音楽でいえば「歌」「ギター」「詩」「アレンジ」）をどう組み合わせるかも突き詰め、更につくったものをどう届けるかまでの一連の流れは、飲食店の現場でも音楽制作でも根本が同じ考え方だと意識しプロデュースを実施している。音楽と同様、食もトレンドを追うことに心がけ、予約の取れないお店だけではなく、コンビニ食やチェーン店の新商品など話題のものは常にチェックするという。

### 年表
- 1998年：サイバー美少女テロメアにて俳優デビュー
- 2001年：Changin' My Life]として音楽家デビュー、電リクビートボックスにて司会者デビュー
- 2003年：音楽プロデューサー活動開始
- 2005年：ソロ ライヴ@渋谷ルイードK2
- 2007年：結婚、長男田辺ゆうせい[13]誕生
- 2011年：ソロ 歌手デビュー「Starting Over」レーベル：GAZREC
- 2012年：次男誕生。TV番組メイン司会、ラジオ冠番組開始、作曲楽曲がオリコン1位に
- 2013年：著書「焼肉の教科書」(宝島社)を発売し、肉マイスターと呼ばれるようになる
- 2014年：一般社団法人「食のコンシェルジュ協会」初代代表理事 就任
- 2015年：百貨店の食イベント催事・飲食店舗 プロデュース業 開始
- 2016年：TBS系列「マツコの知らない世界」フライドチキンの世界 出演
- 2017年：芸能生活20周年記念「田辺晋太郎のオールナイトニッポンGOLD」放送
- 2018年：ライヴ出演@目黒Blues Alley、40歳の誕生日パーティ 自主プロデュース
- 2019年：西麻布「焼肉 X（TEN）」プロデュース[14](-2020)
- 2021年：中野「ホルモン人生タロちゃん」[15]オーナーに
- 2022年：桜新町「焼肉人生タロちゃん 」[16]、ホルモン居酒屋「ホルモンと酒 変幻自在」（横浜線 十日市場駅）プロデュース、西小山「ビストロ caillou（カイユ）」コーディネーション担当。タロちゃんグループのフランチャイズ店[17]も開店した。

### 親族
両親は歌手の田辺靖雄と九重佑三子。妻はフリーキャスターの本村由紀子。祖父は『紅白音楽試合』（『NHK紅白歌合戦』の前身番組）『第1回NHK紅白歌合戦』『第2回NHK紅白歌合戦』で総合司会を担当した元NHKアナウンサーの田辺正晴。従兄弟は音楽家の小山田圭吾。伊藤穰一（元ハーバード・ロースクール客員教授で、千葉工業大学変革センターセンター長）は再従姉妹。

### 「炎上問題発言」
2021年に従兄弟の小山田圭吾が過去の発言により2020年東京オリンピック・パラリンピック開会式の作曲担当を辞任に追い込まれたことから、田辺はTwitterで「はーい、正義を振りかざす皆さんの願いが叶いました、良かったですねー！（原文ママ）」と発言した。これに批判の声が集まったことからすぐに該当発言を削除し、「先程は辞任の速報を受け、取り乱して不適切な投稿をしてしまいました。ご不快な思いをされた方に対し謹んでお詫びすると共に猛省しております。本当に申し訳ありませんでした」と謝罪し活動を自粛
。
2022年1月1日に活動再開を報告し、フジテレビ「#シゴトズキ」でメディア露出への活動を復帰した。

### 「桜を見る会」
2017年（平成29年）4月15日、安倍晋三内閣総理大臣（当時）が主催する「桜を見る会」へ父・田辺靖雄とともに招待され、安倍らと親交を深めた。続けて翌2018年（平成30年）4月、さらに2019年（平成31年）4月にも同会へ招待され参加した。

## 書籍・DVD
- 2013年5月：『焼肉の教科書』監修 宝島社 ISBN 978-4800211149
- 2014年5月：『焼肉の教科書 THE MOVIE』DVD
- 2014年10月：『焼肉の教科書 決定版!』宝島社 ISBN 978-4800232724
- 2017年6月：『焼肉の教科書 最新版』宝島社 ISBN 978-4800272621
- 2016年9月：『プロのための肉料理大事典：牛・豚・鳥からジビエまで300のレシピと技術を解説』監修（著） 誠文堂新光社[28] ISBN 978-4416516287
- 2016年11月：『牛肉論』ポプラ新書 ISBN 978-4591152461
- 2017年7月：『焼肉のすべて』宝島社 ISBN 978-4800272959
- 2018年10月：『焼肉語辞典―焼肉にまつわる言葉をイラストと豆知識でジューシーに読み解く』[29]（イラスト：平井さくら[30]）誠文堂新光社 ISBN 978-4416516287

## 出演番組
幼少期から両親と共にテレビ出演し、その後は自らがメイン司会のテレビ番組、ラジオの帯レギュラー冠番組も経験している。

### TV・ラジオ（司会）
- 2001年：電リク! BEAT BOX!（TOKYO MX）MC
- 2004年：週刊! 音魂ウィー クリーチャート（WOWOW）メインMC
- 2006年：ごごたま（テレビ埼玉）代理司会（10月 - 12月）
  - 2007年〜レギュラーコーナー「音楽探偵 田辺晋太郎」開始
- 2012年：パ・リーグ主義（TOKYO MX）メインMC [- 2013年]
  - 野球が好きの豊富な知識を活かす。キャッチボールも苦手で自身での野球経験は無い。
- 2012年-2013年：ラジオ生ワイド帯の冠番組『田辺晋太郎 あなたへバトンタッチ』（文化放送）火-金曜17:50-21:00()パーソナリティ
- 2013年・2014年、HELLO WORLD（J-WAVE）でDJ TARO代役ナビゲーター
- 2015年：大谷ノブ彦 キキマス!（ニッポン放送）で大谷ノブ彦代役 3時間生放送
- 2016年：くにまるジャパン（文化放送）で 野村邦丸代役 4時間生放送
- MORNING STEPS（FMヨコハマ）代理MC
- 2017年：芸能生活20周年記念 ニッポン放送「田辺晋太郎のオールナイトニッポンGOLD」

### TVドラマ
- 1998年4月：ドラマ『サイバー美少女テロメア』（テレビ朝日）レギュラー（天童シュウ役）
- 1998年7月：ドラマ『女教師』（テレビ朝日）レギュラー（大川俊太郎役）

### TV番組（タレント・音楽家として）
- 1988年10月 - スターと対抗! 家族カウントダウン（フジテレビ）審査員（ -1989年4月）両親と共にレギュラー出演
- 1989年；親子3人で旅番組「誘われて二人旅」
- クイズ!年の差なんて（フジテレビ）
- 2001年・2002年：「HEY!HEY!HEY! MUSIC CHAMP」フジテレビ、「CDTV」TBS
- 2007年：ごごたま内コーナー「音楽探偵! 田辺晋太郎」-2008年9月
- 2013年：徹子の部屋 10月25日（金）13:20～13:55　テレビ朝日
- 2015年：爆報! THE フライデー 7月17日（金）19:00～19:56　TBS
- 2017年：踊る!さんま御殿!! 6月6日（火）『最強2世軍団が大暴露』日本テレビ 
  - 共演：生島翔 , 紅蘭 , 小園凌央 , せんだるか , 西崎莉麻 , ひとみ , 野村祐希 , 福地桃子 , 前川侑那 , Matt

### TV番組（肉マイスターとして）
- 7スタLIVE　2014年3月11日　テレビ東京
- なないろ日和！　2014年5月12日・8月25日　テレビ東京
- 今夜くらべてみました　2014年7月22日　日本テレビ
- モーニングバード!　2014年8月29日　テレビ朝日  月島「韓灯 」「在市」
- もしものシミュレーションバラエティー お試しかっ!　2014年9月1日　テレビ朝日
- 英国一家、日本を食べる 第20話　和牛特集（焼肉しみず）2015年9月30日 NHK総合
- 決め方TV テレビ朝日 「焼肉の焼き加減の決め方」辰巳琢郎 2015年12月1日
- マツコの知らない世界（TBS）2016年1月12日
  - マツコの知らないフライドチキンの世界[31]ケンタッキーフライドチキン「オリジナルチキン」、モスバーガー「モスチキン」、ファミリーマート「ファミチキ」「プレミアムチキン」、ローソン「Lチキ」「新黄金チキン」、とよ田（自由が丘）、またぎ（西麻布）
- 東京絶品神グルメ 乃木坂46の食べるだけ2016年12月10日　TBS
- スクール革命!2017年1月29日　日本テレビ
- メレンゲの気持ち『筋肉体操で話題武田真治&工藤夕貴の自給自足田舎暮らし』2018年12月15日　日本テレビ
  - 二子新地「ステーキ＆ハンバーグ Bambu」 ラクレットチーズステーキ
- 日本人の3割しか知らないこと くりぃむしちゅーのハナタカ!優越館　2020年9月24日　テレビ朝日
- 日曜日の初耳学　『肉の新常識「経産牛」』 2020年3月8日　TBS[32]
- 二軒目どうする?〜ツマミのハナシ〜 2022年6月5日　テレビ東京
  - 豊田エリー 中野『ホルモン人生タロちゃん』
- 「坂上忍の成長マン!!」テレビ朝日
- 「ビビット」「あさチャン!」「News23」TBS
- 「櫻井・有吉 THE夜会」（TBS）
  - 2016年7月28日：尾上松也 瀧本美織グルメ巡り『ザ・ステーキ 六本木』『テンダーハウス 基順館』
  - 2016年9月1日：謎だらけ！松田翔太を噂検証で丸裸▽朝ドラ俳優・浜野謙太 お肉屋けいすけ三男坊 広尾
  - 2016年10月6日：新垣結衣＆イケメン大谷亮平＆川栄李奈＆平野ノラ(秘)私生活 日本橋「肉友」
  - 2016年11月17日：役作りで激太り！松山ケンイチが究極のダイエット肉を絶賛 渋谷「アロッサ」新橋「モンゴリアンチャイニーズBAO」
  - 2016年12月1日：宝塚・伝説トップスター柚希礼音＆橋本マナミ＆田中みな実 曙橋「赤身とホルモン焼 のんき」
  - 2017年1月1日：尾上松也・浜野謙太・大谷亮平・松山ケンイチ・橋本マナミ
  - 2017年3月2日：壇蜜が気になる男と(秘)デート▽ヒロミがジャニーズに物申す「新妻聖子 と東京一分厚い牛タン」
  - 2017年7月20日：米倉涼子登場！視聴率女王の遺伝子解剖スペシャル、西麻布「けんしろう」高森和牛のシャトーブリアン
  - 2018年5月3日：櫻井翔・広瀬すず・高嶋政伸の聞きたくない私生活SP「BLT STEAK 銀座」
- 美女と焼肉（BS朝日）焼肉コンシュルジュ役
  - 2020年12月19日：新井恵理那 、中目黒「焼肉鍋問屋 志方」[33]、
  - 2021年1月5日：片瀬那奈[34] 、広尾「お肉屋けいすけ三男坊」
  - 2021年2月2日：河北麻友子 [35]、池尻大橋「焼肉 六甲園」
  - 2021年3月16日：山崎紘菜[36] 、駒沢大学「焼肉 千里 （センリ）」
  - 2021年4月5日：西山茉希 、渋谷「焼肉ホルモン 新井屋」[37]
  - 2021年4月19日：中山忍 、高田馬場「たれ山」[37]
  - 2021年6月14日：優木まおみ 、尾山台「焼肉 ゆかわ」[38]
  - 2021年8月2日：稲村亜美 、五反田「ネギタンホルモン寺山」

### ラジオ出演（肉マイスターとして）
- J-WAVE
  - J-WAVE TOKYO MORNING RADIO
  - GOLD RUSH
  - Hello world
- エフエム東京
  - クロノス
  - Blue Ocean
  - シンクロのシティ
  - Skyrocket Company
  - ヨンパチ
- JFN
  - FACE
  - SUNDAY FLICKERS
- JFN PARK
  - 千聖の基本は肉食ラジオ
- TBSラジオ
  - OLERA
  - 大沢悠里のゆうゆうワイド
  - 田中みな実 あったかタイム
- 文化放送
  - 玉川美沙 ハピリー
  - くにまるジャパン 極
  - 大竹まこと ゴールデンラジオ!
  - 川中美幸 人・うた・心
  - 福井謙二 グッモニ
- ニッポン放送
  - あなたとハッピー!
  - 土屋礼央 レオなるど
  - 大谷ノブ彦 キキマス!
  - 〜今日も一日〜 Good Job ニッポン
  - 焼肉屋みやこんじょ 〜僕のミートフルな日常〜
- 横浜エフエム放送
  - FUTURESCAPE
  - トミタ栞のだめラジオ
  - Sunset Breeze
  - E-ne!〜good for you～
  - ためになるラジオ
- エフエムナックファイブ
  - 服部幸應 WELL TASTE
  - MONAKA
  - カメレオンパーティー
- アール・エフ・ラジオ日本
  - 60try部
  - 峰竜太のミネスタ
- ベイエフエム
  - POWER BAY MORNING」
- ラジオ日経第二

## プロデュース（肉マイスター）
- 2015 赤坂ハロウィン 『肉サカサカス』[39]肉山（吉祥寺）、モンゴリアンチャイニーズ BAO、よもだそば、SATO ブリアン（阿佐ヶ谷）、月島在市（月島）、BLT STEAK
- 2015 東急百貨店東横店『〈生〉地ビールでがっつり 肉グルメ博』 （jaffa 共同プロデュース）オステリアバル リ.カーリカ、BLT STEAK ROPPONGI、SHIBUYA-bed、霞町三〇一ノ一、肉山、もんじゃ大木屋、トラットリア エ ピッツェリア ラルテ、ピッツェリア ダ ペッペ ナポリスタカ、トラットリア エ ピッツェリア アミーチ、スコッチバンク、トラットリア ダ テレーサ、とんかつ 西麻布 豚組、串かつ えいちゃん、ファットリア・ビオ北海道
- 2016年1月8日（金）-17（日）『ふるさと祭り東京』＠東京ドーム 文化放送×田辺晋太郎プロデュース「極上肉まつり」[40]
- 2016 ながの東急百貨店『肉＆グルメ博』4月28日（木）～5月5日（木）本館5階 催物場
- 2016 東急百貨店東横店『肉グルメ博』[41] 肉山(吉祥寺) 、オステリアバル リカーリカ(学芸大学) 、目黒 月島(武蔵小山) 、旬熟成(麻布十番) 、和酒飯 くり家(青葉台) 、shibuya-bed(渋谷) 、bistro Tatsumi(中目黒) 、Sun2Dinner(中目黒) 、霞町三○一ﾉ一(乃木坂)×香川一福(神田) 、BLT STEAK ROPPONGI(六本木) 、モンゴリアンチャイニーズBAO(新橋) 、スーツァンレストラン陳(渋谷)
- 2016 秋 松屋銀座『GINZA肉の祭典』[42]マルディグラ、霞町三〇一ノ一、肉山、十番右京、銀座 やまの辺 江戸中華、肉友、旬熟成、焼肉 大貫、焼肉銀座コバウ、ELEZO・HOUSE
- 2017 東急百貨店東横店『肉グルメ博』[43]西麻布「けんしろう」、霞町三〇一ノ一、鳥しき、365日/15℃×肉山、旬熟成、ELEZO PARTY、十番右京、肉山×赤身とホルモン焼き のんき、焼肉鍋問屋 志方、ジンギスカン楽太郎、和酒飯 くり家、お肉屋けいすけ三男坊、白金高輪 ぶち、スーパーホットドッグ、肉汁餃子製作所 ダンダダン酒場、とんかつ ひなた、銀座「Steak Tominaga」石垣島きたうち牧場、銀座コバウ、ステーキ 肉と日本酒、アロッサ渋谷、目黒 鳥しき
- 2017年10月15日：連合三田会 内イベント『連合MEAT祭』
- 2018年3月17日：宮崎県小林市主催『日本一宮崎牛の肉まつりナイト』in大阪（心斎橋）

### 限定メニュー プロデュース
- 東京和牛ショー2019 AUTUMN – 日比谷公園 にれの木広場
  - 浜松町「たれ焼肉のんき」薩摩和牛 たれ焼肉丼
  - 西荻窪「炭火焼肉ホルモン 三四郎 西荻窪店」国産和牛 チーズ羽根付き　和牛肉汁餃子
  - 乃木坂「霞町三〇一ノ一」極上神戸ビーフの握り
- 東京和牛ショー2019 – Spring –[44] 日比谷公園 にれの木広場
  - 浜松町「たれ焼肉のんき」薩摩和牛 たれ焼肉丼
  - 新橋「かるびあーの」トリュフ薫る 和牛ローストビーフ
  - 中目黒「志方」和牛サイコロステーキ
  - 乃木坂「霞町三〇一ノ一」麻辣すき焼き温玉丼
- TBSラジオ 「ラジフェス2018～いくつハシゴできるかな？』[45]
  - 神奈川 蒔田駅「ビオステリアコマキネ」短角牛のタリアータ
  - 乃木坂「霞町三〇一ノ一」神戸牛の握り寿司
  - お肉屋けいすけ三男坊　で　「牛タンシチューコロッケ」
  - 十番右京　で　「トリュフ和牛すき焼き丼
  - モンゴリアンチャイニーズBAO　で　「汁なし担々麺」
- 東京和牛ショー2018[46][47] 日比谷公園 にれの木広場
  - 新宿御苑前「焼肉大貫」秘伝！大貫ダレ焼肉丼
  - 中目黒「志方」和牛サイコロステーキ
  - 乃木坂「霞町三〇一ノ一」極上神戸ビーフの握り
- ふるさと祭り東京＠東京ドーム文化放送 2018[48]
  - 麻布十番「DC BBQ」柔らかなスモークBBQ
  - 吉祥寺「肉山」✖️恵比寿「クロスロードベーカリー」フィリーズチーズ赤身ステーキサンド

### 店舗プロデュース
- 2015年 ：東京・新橋『モンゴリアンチャイニーズBAO』（23席）内モンゴル家庭料理専門店
- 2019年 ：東京・西麻布『焼肉X~TEN~』（16席）究極の焼肉屋
  - 使用和牛は宮崎「都萬牛）」、兵庫県「但馬玄」、三重県「松阪牛」の3ブランド
- 2020年：大阪・北新地 焼き肉『神威』（60席）ex純烈 友井雄亮 店長
- 2021年：東京・中野『ホルモン人生タロちゃん 』（16席）オーナー店
- 2022年：東京・桜新町『焼肉人生タロちゃん 』（32席）オーナー店

### 商品 プロデュース
ヤマサ醤油「肉鍋つゆ」シリーズ プロデュース (2021年6月終売）
出典：
- 白みそ肉鍋つゆ、旨辛肉鍋つゆ（2017年発売）
- 金ごま塩だし肉鍋つゆ、４種のチーズ肉鍋つゆ（2018年発売）
- トリュフ香るチーズ肉鍋つゆ、クリーミー豆乳肉鍋つゆ（2019年発売）
- 焦がし醤油肉鍋つゆ（2020年発売）

## 連載・監修
- マガジンハウス「TARZAN」　Let’s　A・M・M　CLUB！
- ウレぴあ総研 肉マイスター田辺晋太郎厳選「沿線で巡るうまい肉の名店」
- 東京スポーツ「田辺晋太郎の肉アカデミー2929」
- オズモール 肉情報
- WEBマガジン NeoL「本当にあった旨い店」株式会社STOP（2014 - 2015）

東京カレンダー（2017年4月）肉と麺
- らーめん陸＠経堂、香川一福＠神田、ぶち＠白金高輪、モンゴリアンチャイニーズBAO＠新橋、バーボン＠上町、布恒更科＠南大井

### 監修（MOOK本・雑誌）
- マガジンハウス「TARZAN」肉特集・「Hanako FOR MEN」VOL.12肉食紳士
- ぴあ「おいしい肉の店」・「旨い肉の店」
- 大和書房「やっぱり肉料理」

### テレビCM
- アサヒ緑健「緑効青汁」（田辺靖雄・九重佑三子と共演）

## 作詞・作曲
| アーティスト名                    | 作品名                                                  | リリース日 | 作詞                                     | 作曲                              |
| --------------------------------- | ------------------------------------------------------- | ---------- | ---------------------------------------- | --------------------------------- |
| 渡辺麻友                          | ヒカルものたち                                          | 2012年11月 | 秋元康                                   | 田辺晋太郎                        |
| 杉田智和                          | Dance3〜ハッピーハイテンション〜                        | 2011年12月 | 仁科佐規                                 | 田辺晋太郎                        |
| 瀬戸康史                          | Answer（テニスの王子様）                                | 2007年7月  | 及川眠子                                 | 田辺晋太郎                        |
| 小野大輔                          | 光と葛藤の消失点                                        | 2011年1月  | こだまさおり                             | 田辺晋太郎                        |
| 田辺靖雄                          | フォロー・ザ・スター                                    |            | 田辺晋太郎                               | 田辺靖雄                          |
| 飛輪海                            | Stay with you                                           | 2008年5月  | 田辺晋太郎                               | 田辺晋太郎                        |
| 飛輪海                            | Treasure                                                | 2008年8月  | 田辺晋太郎                               | 田辺晋太郎                        |
| 飛輪海                            | ONLY YOU                                                | 2008年8月  | 田辺晋太郎                               | 田辺晋太郎                        |
| DREAMING MONSTER                  | ココロに、雨。                                          | 2017年10月 | 新條まゆ                                 | 田辺晋太郎                        |
| DREAMING MONSTER                  | ジャパニーズフォーシーズン!                             | 2016年9月  | 依布サラサ                               | 田辺晋太郎                        |
| DREAMING MONSTER                  | 愛は、振り向かない                                      | 2016年9月  | 新條まゆ                                 | 田辺晋太郎                        |
| HIGH SPIRITS                      | さよならOUR DAYS                                        | 2018年5月  | 田辺晋太郎                               | 田辺晋太郎・RICKY                 |
| HIGH SPIRITS                      | Yesterday & Tomorrow                                    | 2019年10月 | 田辺晋太郎                               | 田辺晋太郎                        |
| 杏衣                              | OLIVIA（ライブアイドルスーパーコンピレーションVol.1）   | 2008年10月 | 田辺晋太郎                               | 田辺晋太郎                        |
| 杏衣                              | Find Out（ライブアイドルスーパーコンピレーションVol.1） | 2008年10月 | 田辺晋太郎                               | 田辺晋太郎                        |
| Chimo                             | 幸せの時間                                              | 2011年5月  | 田辺晋太郎                               | 田辺晋太郎                        |
| Chimo                             | スター☆オブ☆ワンダー                                    | 2011年5月  | 依布サラサ                               | 田辺晋太郎                        |
| Chimo                             | 青春サバイバー                                          | 2011年5月  | 田辺晋太郎                               | 田辺晋太郎                        |
| Chimo                             | 恋のヨカン                                              | 2011年5月  | 田辺晋太郎                               | 田辺晋太郎                        |
| Chimo                             | D.O.S                                                   | 2011年5月  | 田辺晋太郎                               | 田辺晋太郎                        |
| サクヤコノハナ                    | FLOWER                                                  | 2019年4月  | 田辺晋太郎                               | TATSUO TANAKA                     |
| サクヤコノハナ                    | merry go round city                                     | 2019年4月  | 田辺晋太郎                               | 田辺晋太郎・RICKY                 |
| 4you                              | Because of you                                          | 2013年10月 | 田辺晋太郎、Daisuke“DAIS”Miyachi         | 田辺晋太郎                        |
| Kanade                            | Be the One (feat. SOHJIN)                               | 2008年7月  | 田辺晋太郎、SOHJIN、Daisuke“DAIS”Miyachi | Daisuke“DAIS”Miyachi、Yuichi Ohno |
| パク・ヨンハ                      | a song for you                                          | 2008年7月  | 田辺晋太郎                               | 田辺晋太郎                        |
| VANNESS（ヴァネス・ウー）         | Cinderella                                              | 2009年5月  | 田辺晋太郎                               | terrytyelee                       |
| キオ・アスノ（CV:山本和臣）       | AGE OF PEACE〈『機動戦士ガンダムAGE』関連曲〉           | 2012年10月 | 松井洋平                                 | 田辺晋太郎                        |
| ゼハート・ガレット（CV:神谷浩史） | 理想郷（EDEN）〈『機動戦士ガンダムAGE』関連曲〉         | 2012年9月  | 松井洋平                                 | 田辺晋太郎                        |
| myco                              | 赤い糸                                                  | 2004年2月  | myco                                     | 田辺晋太郎                        |
| myco                              | Your Song                                               | 2004年8月  | myco                                     | 田辺晋太郎                        |

| 作品名                                                   | リリース日 | 作詞 | 作曲       |
| -------------------------------------------------------- | ---------- | ---- | ---------- |
| Luv.Remix（DDIポケット「feel H″ Sound Market」CMソング） | 2001年5月  | MYCO | 田辺晋太郎 |
| Crazy For You                                            | 2001年5月  | MYCO | 田辺晋太郎 |
| Star Dust                                                | 2001年10月 | MYCO | 田辺晋太郎 |
| Myself（アニメ『満月をさがして』エンディング曲）         | 2002年6月  | MYCO | 田辺晋太郎 |
| New Future（アニメ『満月をさがして』エンディング曲）     | 2002年6月  | MYCO | 田辺晋太郎 |
| ETERNAL SNOW（アニメ『満月をさがして』エンディング曲）   | 2002年11月 | MYCO | 田辺晋太郎 |
| NOSTALGIA                                                | 2002年11月 | MYCO | 田辺晋太郎 |
| コルトバの鐘                                             | 2003年3月  | MYCO | 田辺晋太郎 |
| SAYONARAはわたしから                                     | 2002年7月  | MYCO | 田辺晋太郎 |
| Confidence                                               | 2002年7月  | MYCO | 田辺晋太郎 |
| Focus                                                    | 2002年7月  | MYCO | 田辺晋太郎 |
| エトランゼ（ANB系ドラマ「京都迷宮案内」主題歌）          | 2003年2月  | MYCO | 田辺晋太郎 |
| ジャカルタの風                                           | 2003年3月  | MYCO | 田辺晋太郎 |
| Love Chronicle                                           | 2003年3月  | MYCO | 田辺晋太郎 |
| ダリヤ                                                   | 2003年3月  | MYCO | 田辺晋太郎 |
| SMILE～caravan version～                                 | 2003年3月  | MYCO | 田辺晋太郎 |
| In Future（TBS系ドラマ「ダンシングライフ」主題歌）       | 2003年5月  | MYCO | 田辺晋太郎 |